# Vince Colosimo
Vincenzo "Vince" Colosimo (Melbourne, Victoria; 6 de noviembre de 1966) es un actor australiano, conocido principalmente por haber interpretado a Joe Sabatini en Something in the Air y a Rex Mariani en The Secret Life of Us.

## Biografía
Es hijo de Santo y Lina Colosimo, tiene un hermano gemelo llamado Tony, una hermana mayor y una hermana menor quien falleció. La familia se mudó de Italia a Australia en 1956. Vince habla Italiano. Es muy buen amigo del actor Eric Bana.
Vince estuvo casado con la actriz australiana Jane Hall, a quien conoció en 1994 en el rodaje de la serie A Country Practice. El 22 de diciembre de 2002 la pareja le dio la bienvenida a su hija, Lucía Colosimo Hall, sin embargo después de 11 años de relación en enero del 2007 la pareja terminó y Jane se mudó de la casa que compartía con Vince en Northcote, Victoria.
En el 2008, comenzó a salir con la actriz Kym Valentine, pero la relación no duró.
En el 2009 comenzó a salir con la actriz Diana Glenn, en diciembre del 2013 se anunció que Diana y Vince estaban esperando a su primer bebé juntos, la pareja le dio la bienvenida a Massimo Colosimo el 9 de abril de 2014. Dos meses antes del nacimiento de su hijo la pareja se había separado en el 2014.

## Carrera
En el 2000 interpretó a Neville Bartos en la película Chopper dirigida por Andrew Dominik y basada en el famoso criminal australiano Mark Brandon "Chopper" Read.
El 18 de junio de 2001 se unió al elenco principal de la serie Something in the Air donde interpretó a Joe Sabatini hasta el final de la serie en el 2002, Vince reemplazó al actor Eric Bana quien había estado interpretando a Joe desde el inicio de la serie en el 2000 hasta el 2001. Ese mismo año interpretó a Nik, un hombre casado con Paula una enfermera y que termina siendo uno de los sospechosos de la desaparición de Valerie (Barbara Hershey).
En el 2003 obtuvo un papel en la película cómica Take Away junto a Rose Byrne y Stephen Curry.
En el 2004 apareció como invitado en varios episodios de la serie The Practice donde interpretó a Matthew Billings un miembro de la firma Crane, Poole & Schmidt.
En el 2005 apareció en la serie MDA donde interpretó al doctor Andrew Morello durante la historia "The Departure Lounge".
En el 2008 apareció como invitado en dos episodios de la exitosa serie Underbelly donde interpretó al criminal Alphonse Gangitano. Ese mismo año apareció en la película de espías Body of Lies donde interpretó a Skip, un agente de la CIA en Jordania (la película se basa en la novela homónima de David Ignatius, ubicada en el Medio Oriente y la guerra contra el terrorismo en donde tres hombres que luchan contra una organización terrorista); la película fue dirigida por Ridley Scott. 
En el 2010 apareció en la película de crimen y misterio Wicked Love: The Maria Korp Story.
En el 2012 aparecerá en la película The Great Gatsby protagonizada por Leonardo DiCaprio, Joel Edgerton, Carey Mulligan y Tobey Maguire.
En el 2013 apareció como invitado en la serie Spartacus: War of the Damned donde dio vida a Heracleo, el líder de la banda llamada Cilician Pirates. 
En el 2014 Vince interpretó nuevamente al criminal Alphonse Gangitano en un episodio de la miniserie Fat Tony & Co. Ese mismo año se unió al elenco de la serie Janet King donde interpreta al superintendente en jefe Jack Rizzoli, hasta ahora.
En 2017 se unirá al elenco principal de la serie The Warriors interpretando a Mark "Spinner" Spinotti, el entrenador del equipo "Warriors".
En febrero del 2018 apareció en un episodio de la miniserie Underbelly Files: Chopper interpretando nuevamente al criminal Alphonse Gangitano.

## Filmografía

### Series de televisión
| Año             | Título                         | Personaje                 | Notas                                               |
| --------------- | ------------------------------ | ------------------------- | --------------------------------------------------- |
| 2017 - presente | The Warriors                   | Mark "Spinner" Spinotti   | 8 episodios                                         |
| 2018            | Underbelly Files: Chopper      | Alphonse Gangitano        | 2 episodios - miniserie                             |
| 2017            | The Ex-PM                      | Fabian Silver             | 3 episodios                                         |
| 2017            | Sunshine                       | Tony Messina              | 4 episodios - miniserie                             |
| 2017            | Offspring                      | Hughie                    | ep. #7.8                                            |
| 2014            | It's a Date                    | Harry                     | episodio "Should You Re-connect With An Old Flame?" |
| 2014            | Janet King                     | Jack Rizzoli              | 8 episodios                                         |
| 2014            | Fat Tony & Co                  | Alphonse Gangitano        | episodio "The Tony Special"                         |
| 2013            | Mr & Mrs Murder                | Johnathan Lyons           | episodio "Atlas Drugged"                            |
| 2013            | Spartacus: War of the Damned   | Heracleo                  | 4 episodios                                         |
| 2012            | Miss Fisher's Murder Mysteries | Hector Chambers           | episodio "Murder in Montparnasse"                   |
| 2010            | Cops: L.A.C.                   | Dominic Salter            | episodio "I'll See You"                             |
| 2009            | The Librarians                 | Adrian Green              | 3 episodios                                         |
| 2009            | Carla Cametti PD               | Luciano Gandolfi          | 6 episodios                                         |
| 2008            | Underbelly                     | Alphonse Gangitano        | 2 episodios                                         |
| 2007            | City Homicide                  | Ernie Calabrese           | 2 episodios                                         |
| 2006            | Two Twisted                    | Duncan                    | episodio "Love Crimes"                              |
| 2006            | Secretary                      | -                         | junto a Jessica McNamee & Pia Miranda               |
| 2005            | MDA: Medical Defence Australia | Dr. Andrew Morello        | 4 episodios                                         |
| 2005            | Blue Heelers                   | Bill Lapscott             | 3 episodios                                         |
| 2004            | The Practice                   | Matthew Billings          | 5 episodios                                         |
| 2003            | Without a Trace                | Gus Finn                  | episodio "Trip Box"                                 |
| 2003            | Kath & Kim                     | Jared                     | episodio "Obsession"                                |
| 2002 - 2003     | The Secret Life of Us          | Dr. Anthony "Rex" Mariani | 19 episodios                                        |
| 2001 - 2001     | Something in the Air           | Joe Sabatini              | 29 episodios                                        |
| 2000            | Stingers                       | Paul Braun                | 3 episodios                                         |
| 1997            | Good Guys Bad Guys             | Zoran                     | episodio "Gone to the Dogs"                         |
| 1994            | A Country Practice             | Sgt. Danny Sabatini       | 4 episodios                                         |
| 1993            | Seven Deadly Sins              | Sloth                     | miniserie                                           |
| 1988            | All The Way                    | John Bianchi              | miniserie                                           |

### Películas
| Año  | Título                            | Personaje           | Notas                                                                                                |
| ---- | --------------------------------- | ------------------- | --- |
| 2014 | The 34th Battalion                | Donnelly            | junto a Emilie de Ravin, Vinnie Jones, Luke Hemsworth, Stephen Lang & Claire van der Boom            |
| 2014 | Jack Irish: Dead Point            | Mike Cundall        | junto a Guy Pearce, Marta Dusseldorp, Aaron Pedersen, Roy Billing & Deborah Mailman                  |
| 2014 | Schapelle                         | Robin Tampoe        | junto a Les Chantery, Michael Croaker, Krew Boylan, Jacinta Stapleton, Colin Friels & Denise Roberts |
| 2013 | The Great Gatsby                  | -                   | junto a Leonardo DiCaprio, Joel Edgerton, Jacek Koman & Felix Williamson                             |
| 2011 | Swerve                            | Sam                 | junto a Robert Mammone, Emma Booth, David Lyons, Chris Haywood, Roy Billing & Jason Clarke           |
| 2011 | Face to Face                      | Greg Baldoni        | junto a Luke Ford, Matthew Newton & Laura Gordon                                                     |
| 2011 | Panic at Rock Island              | Hirsch              | junto a Grant Bowler, Viva Bianca, Anna Hutchison, Zoe Cramond, Nathan Page & Jessica Tovey          |
| 2010 | The Kings of Mykonos              | Frank               | junto a Nick Giannopoulos, Alex Dimitriades & Kevin Sorbo                                            |
| 2010 | Wicked Love: The Maria Korp Story | Joe Korp            | junto a Rebecca Gibney, Nathan Page, Clarissa House & Jessica Tovey                                  |
| 2009 | Daybreakers                       | Christopher Caruso  | junto a Ethan Hawke, Sam Neill, Claudia Karvan, Isabel Lucas, Damien Garvey & Michael Dorman         |
| 2008 | Body of Lies                      | Skip                | junto a Leonardo DiCaprio, Russell Crowe & Oscar Isaac                                               |
| 2008 | Scorched                          | Michael Francia     | junto a Libby Tanner, Rachael Carpani, Georgie Parker, Les Hill, Salvatore Coco & Nathan Page        |
| 2008 | Emerald Falls                     | Ned Montoya         | junto a Ella Scott Lynch, Georgie Parker, Andrew McFarlane & Catherine McClements                    |
| 2007 | St. George                        | -                   | corto - junto a Steve Bastoni, Kate Kendall & Kate Neilson                                           |
| 2006 | Solo                              | Keeling             | junto a Tony Barry, Colin Friels, Chris Haywood, Angie Milliken & Toby Schmitz                       |
| 2006 | Opal Dream                        | Rex Williamson      | junto a Sapphire Boyce, Jacqueline McKenzie, Denise Roberts & Andy McPhee                            |
| 2005 | Life                              | Michael Cardamone   | junto a Jane Hall, Genevieve O'Reilly, Jacek Koman & Nadia Townsend                                  |
| 2004 | BlackJack: Sweet Science          | Nick Delos          | junto a Alex O'Loughlin, Colin Friels, Anthony Hayes, Marta Dusseldorp, Salvatore Coco & Lara Cox    |
| 2003 | Take Away                         | Tony Stilano        | junto a Rose Byrne, John Howard & Stephen Curry                                                      |
| 2003 | After the Deluge                  | Eric                | junto a David Wenham, Hugo Weaving & Aden Young                                                      |
| 2003 | Ain't Got No Jazz                 | Camarero            | corto - junto a Jason Gann & Jackie Woodburne                                                        |
| 2002 | The Nugget                        | Dimitri             | junto a Eric Bana, Stephen Curry, Glenda Linscott, Linda Cropper, Belinda Emmett & Jane Hall         |
| 2002 | Secret Bridesmaids' Business      | James William Davis | junto a Sacha Horler, Helen Dallimore & Rebecca Frith                                                |
| 2002 | The Hard Word                     | Kelly               | junto a Guy Pearce, Rachel Griffiths, Joel Edgerton, Nash Edgerton & Kim Gyngell                     |
| 2002 | Walking on Water                  | Charlie             | junto a Nicholas Bishop & Nathaniel Dean                                                             |
| 2001 | Lantana                           | Nick Daniels        | junto a Anthony LaPaglia, Geoffrey Rush & Barbara Hershey                                            |
| 2000 | Chopper                           | Neville Bartos      | junto a Eric Bana, David Field, Simon Lyndon, Dan Wyllie & Peter Hardy                               |
| 2000 | The Wong Boy                      | Frank               | junto a Nick Giannopoulos, Kim Gyngell, Abi Tucker & Stephen Curry                                   |
| 1997 | Halifax f.p: Someone You Know     | Detective Johnson   | junto a Rebecca Gibney, Grant Bowler, Jane Hall & Bradley Hulme                                      |
| 1984 | Street Hero                       | Vinnie              | junto a Sigrid Thornton                                                                              |
| 1983 | Moving Out                        | -                   | junto a Ivar Kants & Maurice Devincentis                                                             |

### Apariciones
| Año  | Programa                     | Notas                                          |
| ---- | ---------------------------- | ---------------------------------------------- |
| 2014 | Shaun Micallef's Mad as Hell | episodio # 3.1 - interpretó a Kerry Packer     |
| 2007 | 20 to 1                      | presentador - episodio "Sexiest Movie Moments" |

### Teatro
| Año        | Obra                          | Personaje | Director (a)      | Teatro              | Notas                                                                  |
| ---------- | ----------------------------- | --------- | ----------------- | ------------------- | ---------------------------------------------------------------------- |
| 2014       | Wogboys                       | -         | -                 | Enmore Theatre      | junto a Nick Giannopoulos, Alex Dimitriades & Frank Lotito             |
| 2000       | Piaf                          | -         | Adam Cook         | Footbridge Theatre  | junto a Michael Carman, Genevieve Lemon & Simon Wilton                 |
| 1998       | The Club                      | -         | Bruce Myles       | -                   | junto a Max Gillies, Jeremy Stanford, Gary Sweet & John Wood           |
| 1996, 1998 | Wogboys                       | -         | Nick Giannopoulos | Universal Theatre   | junto a John Barresi, Alex Dimitriades, Rebekah Elmaloglou & Eden Gaha |
| 1996       | Burning Time                  | -         | Aubrey Mellor     | Merlyn Theatre      | junto a Janet Andrewartha, Mandy McElhinney & Fiona Todd               |
| 1996       | Romeo and Juliet              | -         | Glenn Elston      | -                   | junto a Matthew Green, Evelyn Krape & Phil Sumner                      |
| 1995       | Late Nite Catechism           | -         | Caroline Stacey   | Universal Theatre   | junto a Sally-Anne Upton                                               |
| 1995       | Wog-A-Rama                    | -         | Nick Giannopoulos | Athenaeum Theatre   | junto a Mary Coustas, Denice Knickett & Hung Le                        |
| 1995       | Othello                       | -         | Roger Hodgman     | Athenaeum Theatre   | junto a Janet Andrewartha, Alan Cassell & Helen Thomson                |
| 1992       | A View from the Bridge        | -         | Roger Hodgman     | -                   | junto a David Burnett, Frank Gallacher, Bruce Myles & Helen Thomson    |
| 1992       | Tambo: A History of the Tango | -         | -                 | -                   | -                                                                      |
| 1992       | Summer of the Aliens          | -         | Nadia Tass        | Russell St. Theatre | junto a Kylie Belling, Josephine Keen & Genevieve Picot                |
| 1991       | Bouncers                      | -         | Terence O'Connell | -                   | junto a Nicholas Bell, Kevin Harrington & Peter Rowsthorn              |
| 1990, 1991 | Daylight Saving               | -         | Peter Kingston    | Regal Theatre       | junto a Jacki Weaver, Neil Fitzpatrick & Tony Sheldon                  |
| 1989       | Top End                       | -         | Paul Hampton      | Russell St. Theatre | junto a Bunney Brooke, Peter Cummins & Cliff Ellen                     |

## Premios y nominaciones
| Año  | Categoría                                                                 | Premio                      | Serie/Película   | Resultado |
| ---- | ------------------------------------------------------------------------- | --------------------------- | ---------------- | --------- |
| 2011 | Best Actor                                                                | Jury Award                  | Face to Face     | Ganador   |
| 2011 | Best Actor (junto a Josh Saks, Matthew Newton, Robert Rabiah & Luke Ford) | IF Award                    | Face to Face     | Nominados |
| 2009 | Most Outstanding Actor                                                    | Silver Logie Award          | Underbelly       | Nominado  |
| 2002 | Best Actor                                                                | IF Award                    | Walking on Water | Nominado  |
| 2002 | Australian Star of the Year                                               | Australian Movie Convention | -                | Ganador   |
| 2002 | Best Actor in a Leading Role                                              | AFI Award                   | Walking on Water | Nominado  |
| 2002 | Best Male Actor                                                           | FCCA Award                  | Walking on Water | Nominado  |
| 2002 | Best Male Supporting Actor                                                | FCCA Award                  | Lantana          | Nominado  |
| 2001 | Most Actor in a Supporting Role                                           | AFI Award                   | Lantana          | Ganador   |
| 1982 | Best Actor in a Lead Role                                                 | AFI Award                   | Moving On        | Nominado  |